# Shimpan
Shimpan (jap. 勝負審判 Shōbu-Shinpan, kurz 審判 Shinpan, dt. Schiedsrichter) bilden das Kampfgericht bei professionellen Sumōwettkämpfen.

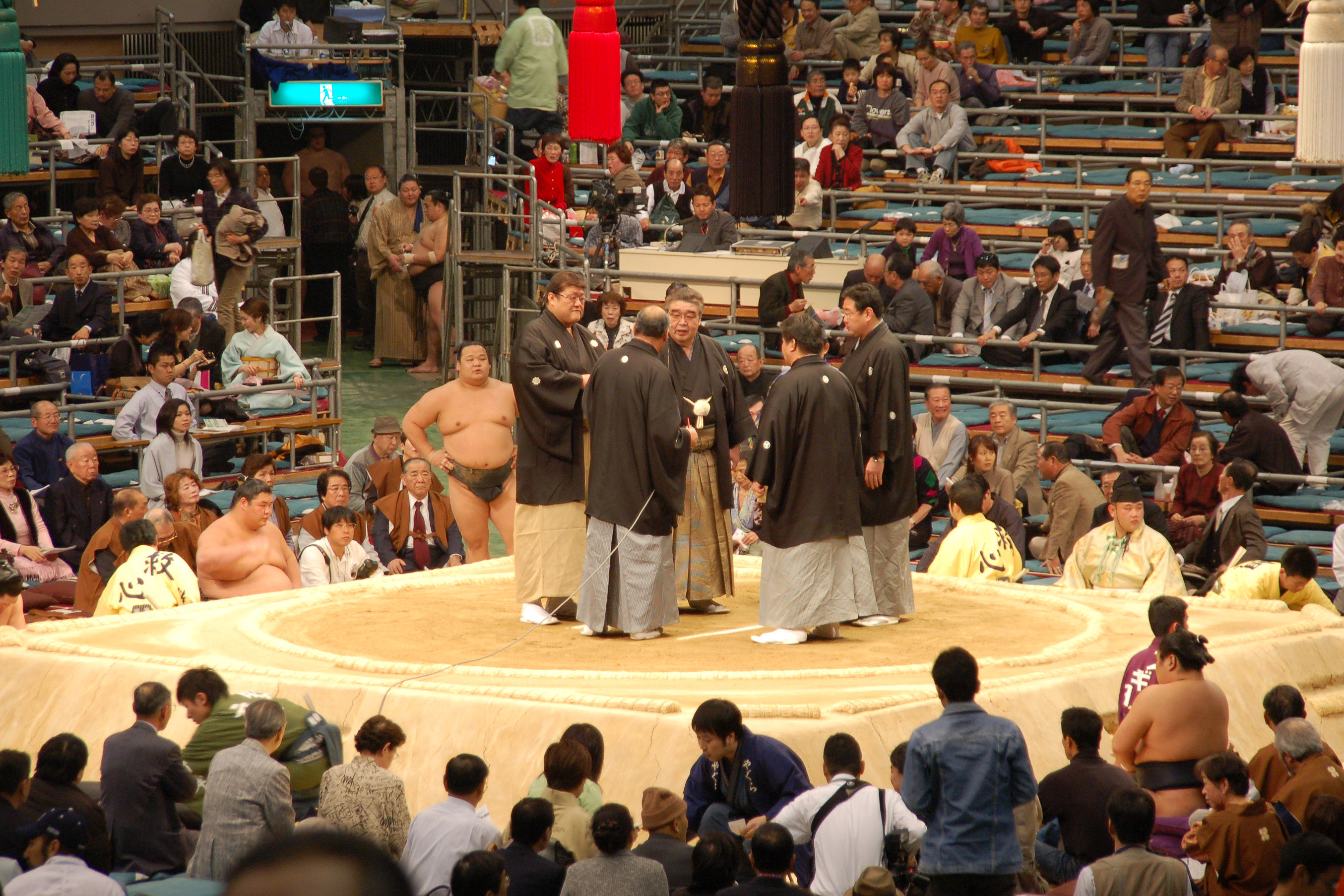
Beratung der Shinpan, Märzturnier 2006 in Osaka.

Während eines Turniers beobachten fünf Shinpan, die um den Ring (Dohyo) sitzen, die Kämpfe. Solange alle Shinpan mit den Entscheidungen des Gyōji (Ringrichters) einverstanden sind, bleiben sie passiv. Sobald jedoch ein Shinpan Zweifel an der Richtigkeit einer Entscheidung hat, fordert er per Handzeichen eine Beratung der Schiedsrichter (Mono-ii). Diese findet im Ring statt, und der Gyoji darf daran teilnehmen, ohne selbst ein Rederecht zu haben. Die Zeitlupentechnik vereinfacht heutzutage die Arbeit des Schiedsgerichts, das oft über Vorgänge befinden muss, die sich in Sekundenbruchteilen abgespielt haben. Zwei weitere Shinpan, die über eine Audioverbindung mit dem obersten Kampfrichter kommunizieren, beraten diese auf der Basis von Videomaterial, das sie in einem speziellen Raum außerhalb der Sporthalle auswerten. Nach einer kurzen Besprechung bestätigt das Kampfgericht entweder die Entscheidung des Gyoji (Gunbai-dori), entscheidet zu Gunsten der Gegenseite (Gunbai-sashichigai) oder bestimmt eine Wiederholung des Kampfes (Torinaoshi).
Theoretisch sind auch die vier ebenfalls am Ringrand sitzenden Rikishi, die auf ihren Kampf warten, zur Einberufung eines Mono-ii berechtigt. In der Praxis kommt dies jedoch äußerst selten vor. In jüngerer Zeit geschah es an Tag 12 des Mai-Basho 2014, als Hakuhō nach dem Kampf zwischen Sekiwake Gōeidō und Yokozuna Kakuryū durch ein Handzeichen das Urteil des Gyōji in Frage stellte. Die Shinpan revidierten die Entscheidung zu Kakuryūs Gunsten, da Gōeidōs Griff in die Haare von Kakuryū als Foul gewertet wurde. Dies war das erste Mal seit 18 Jahren, dass ein am Ringrand wartender Rikishi ein Mono-ii gefordert hatte.
Die Shinpan rekrutieren sich aus den Reihen der Mitglieder des japanischen Sumōverbands, sind also ehemalige Sumōkämpfer, meist ehemalige Yokozuna oder Ōzeki. Sie tragen traditionelle formelle Kleidung, die aus einem schwarzen Haori und grauem Hakama besteht. Es gibt insgesamt 23 Shinpanin, an deren Spitze ein oberster Shinpan (Shinpan-bucho) und seine zwei Stellvertreter (Shinpan-fuku-bucho) stehen. An einem Kampftag werden mehrere Schichten eingesetzt, die nach einem festgelegten System rotieren.